# Lothar Riedinger
Lothar Riedinger (Wenen, 8 november 1888 – aldaar, 2 oktober 1964) was een Oostenrijks componist, zanger (tenor), dirigent en musicoloog.

## Levensloop
Riedinger studeerde aan de Universiteit van Wenen musicologie bij G. Adler en promoveerde in 1913 met een proefschrift Carl von Dittersdorf als Opernkomponist. Alhoewel hij als componist autodidact is, heeft hij wel een opleiding als zanger (tenor) gekregen. Tussen 1914 en 1930 zijn talrijke optredens als concertzanger in het Weense Concertgebouw gedocumenteerd. Van 1918 tot 1921 was hij als solo-tenor aan de Opera te Brno geëngageerd, vervolgens in Keulen, Hamburg, Hannover alsook aan het Theater an der Wien en aan de Volksoper Wien in Wenen.
Vanaf 1928 werkte hij voor de Oostenrijkse omroep, werkte bij studio-uitvoeringen van zelden uitgevoerde opera's en operettes mee en was ook voor een bepaalde tijd hoofd van de afdeling "Lichte muziek" bij de ORF.
Als componist schreef hij toneelmuziek voor de uitvoeringen van theaterstukken in de omroep en drie opera's. Succesrijk was hij met de reek "Funkpotpourri". Zijn Symfonie in Es groot beleefde in 1927 haar Weense première in de "Gouden Zaal van de Wiener Musikverein".

## Composities

### Werken voor orkest
- 1914 rev.1927 Symfonie in Es groot, voor orkest
- 1938 Alte Wiener Tanz
- Suite über ein Thema, voor groot orkest
- Te zelfder tijd als "Intrada": muziek voor de uitvoeringen van de Spanische Reitschule: "Gavotte im alten Stil" en "Galopp Passaglia"

### Werken voor harmonieorkest
- Intrada und Fanfare, voor harmonieorkest

### Vocale muziek
- 1941 Kleine Wolke, zieh' hin nach Wien, voor zangstem en piano - tekst: Joseph Hochmuth en Hans Werner
- So klingt’s bei uns in Wien, voor zangstem en piano

## Publicaties
- Carl von Dittersdorf als Opernkomponist in: Studien zur Musikwissenschaft (StMw) - Beihefte der Denkmäler der Tonkunst in Österreich, Ausg. 2 (1914), p. 212